# ژان ویلیس
ژان ویلیس (انگلیسی: Jean Wyllys؛ زادهٔ ۱۰ مارس ۱۹۷۴) روزنامه‌نگار و سیاستمدار اهل برزیل است که پس از بردن فصل پنجم برادر بزرگ برزیل به شهرت رسید. او به عنوان دومین نماینده آشکارا همجنسگرا در پارلمان برزیل و نخستین نماینده کنگره که یک فعال حقوق همجنسگرایان بود، شناخته می‌شود.